# Miguel Ángel López (cykelrytter)
 For alternative betydninger, se Miguel Ángel López. (Se også artikler, som begynder med Miguel Ángel López)
Miguel Ángel López Moreno (født 4. februar 1994 i Pesca) er en colombiansk cykelrytter som cykler for Team Medellín-EPM.

## Meritter
2014
 Samlet Tour de l'Avenir
 Bjergtrøje
6. etape
 Samlet Clásica de Samacá
1. og 2. etape
 Samlet Vuelta a Colombia U23
4. etape
1. etape Clásica Fusagasugá
2015
4. plads samlet Vuelta a Burgos 2015
 Ungdomstrøje
2. og 4. etape
7. plads samlet Tour de Suisse 2015
 8. plads ved det nationale mesterskab i landevejscykling
2016
 Samlet Tour de Suisse 2016
3. plads samlet Tour de Langkawi 2016
4. etape
4. plads samlet Tour de San Luis 2016
 Ungdomstrøje
6. etape
 4. plads ved det nationale mesterskab i enkeltstart
2017
1. plads, 11. etape Vuelta a España
3. plads samlet Østrig Rundt
1. plads, 4. etape
4. plads samlet Vuelta a Burgos
1. plads, 5. etape